# Prowincja Tamanrasset
Prowincja Tamanrasset (arab. ولاية تمنراست) – jedna z 48 prowincji Algierii, znajdująca się w południowej części kraju. Ma powierzchnię 557 906 km², jest największa w Algierii.
Graniczy m.in. (od strony południowej) z Nigrem i Mali; na terenie prowincji znajduje się szczyt Tahat (najwyższy w Algierii, 3303 m n.p.m.). 
W całej prowincji pod uprawy przeznaczone jest niespełna 250 tys. hektarów ziemi, z czego 187 tys. w wyniku nawadniania i kultywacji. W całej prowincji znajduje się 368 źródeł wody, zbudowanych jest 80 zapór i 6 oczyszczalni.